# 反骨のプロレス魂
『反骨のプロレス魂』（はんこつのぷろれすだましい）は、BSフジで2017年から年末および年始に放送されているプロレスドキュメンタリー番組。試合映像は使わず、写真とインタビューで構成するという非常に稀な手法によるプロレス番組である。
「反骨心」をテーマに毎回1～3人のプロレスラーにスポットを当て、そのレスラーが反骨精神に生きた人生をひも解いていく。このテーマに最もふさわしいであろう長州力は初回（～プロレス黄金期リバイバル～ 2017年放送）に登場。同回には、天龍源一郎と、初代タイガーマスクの永遠のライバル・小林邦昭も取り上げられた。番組構成は本人へのインタビューがベースになっている。
2019年の放送では、「～破壊王 最期の真実～」と題して、橋本真也が死の直前に過ごした8か月間の謎に迫った。それは、橋本がほとんど表に出てこなかった、ファンや専門家ですら知らない“空白の8カ月間”。関係者や親しいプロレスラーたちの証言で謎に迫り、最後は元KBC九州朝日放送のアナウンサーで橋本と交流のあった高島宗一郎（福岡市長）の口から驚きの真実が語られた。
全シリーズ、元プロレスラーで共同テレビジョン第3制作部の鈴木健三がプロデューサーをつとめ、妻でフリーアナウンサー、元WWEディーヴァの鈴木浩子がストーリーテラーとして登場する。

## 過去の放送回
- 「反骨のプロレス魂～プロレス黄金期リバイバル～」（2017年12月24日放送）

テーマ：長州力、天龍源一郎、小林邦昭
- 「反骨のプロレス魂～いまは亡き、あの人へ～」（2018年12月23日放送）[1]

テーマ：蝶野正洋、藤波辰爾、川田利明
- 「反骨のプロレス魂～破壊王 最後の真実～」（2019年12月8日放送）[2]

テーマ：橋本真也
- 「反骨のプロレス魂～人生最高のムーンサルト～」（2021年1月2日放送）[3]

テーマ：武藤敬司　出演：馳浩、杉本和隆、タイガー服部
- 「反骨のプロレス魂～狂猿は笑う～」（2022年1月8日放送）

テーマ：葛西純　出演：伊東竜二、三田佐代子、李日韓、柴田惣一
- 「反骨のプロレス魂～刻まれる、新たな1ページ～」（2022年12月28日）

テーマ：大谷晋二郎　出演：丸井乙生、高岩竜一
- 「反骨のプロレス魂〜Change the mind〜」（2023年12月26日）

テーマ：真壁刀義　出演：棚橋弘至、小島聡、小松和馬

## 出演
- MC：鈴木ひろ子
- ナレーション：大楽聡詞

## スタッフ
- 構成：兼上頼正
- 監修：瑞佐富郎
- 題字：永守貴樹（レック社長）
- カメラ：大津豊
- ディレクター：清水政宏
- AD：石井美帆
- プロデューサー：鈴木健三、高瀬恭司、森本広延
- 制作・著作　共同テレビジョン